# Mrazovci
Mrazovci (cyr. Мразовци) – wieś w Bośni i Hercegowinie, w Republice Serbskiej, w gminie Kozarska Dubica. W 2013 roku liczyła 41 mieszkańców.